# الحزب الديمقراطي الاجتماعي (الغابون)
الحزب الديمقراطي الاجتماعي (بالفرنسية: Parti social-démocrate)‏ هو حزب سياسي غابوني، أسس في 1991.

## أعضاء بارزون
- كود سباركل
- تحديث القائمة

- Pierre Claver Maganga Moussavou